# Virtual International Authority File
Virtual International Authority File (VIAF) är ett internationellt system för auktoritetsdata. Det är ett samarbetsprojekt mellan ett antal nationella bibliotek och underhålls av Online Computer Library Center (OCLC).
Antalet auktoritetsdataposter som de olika biblioteken bidrar med till VIAF-systemet varierar starkt. I "Poster"-kolumnen nedan listas de antal objekt på personer, företag, titlar och annat som kommer från varje enskilt bibliotek (med året för sammanräkningen inom parentes)

## Deltagande bibliotek
| Bibliotek                                                                | ID         | Officiellt namn | Plats (region)            | Land           | Poster            |
| ------------------------------------------------------------------------ | ---------- | --- | ------------------------- | -------------- | ----------------- |
| Bibliotheca Alexandrina                                                  | EGAXA      | arabiska: مكتبة الإسكندرية | Alexandria                | Egypten        | 47 538            |
| Biblioteca Nacional de Chile                                             | BNCHL      | spanska: Biblioteca Nacional de Chile | Santiago                  | Chile          |                   |
| Biblioteca Nacional de España                                            | BNE        | spanska: Biblioteca Nacional de España | Madrid                    | Spanien        | 490 447 (2012)    |
| Biblioteca Nacional de Portugal                                          | PTBNP      | portugisiska: Biblioteca Nacional de Portugal | Lissabon                  | Portugal       |                   |
| Bibliothèque et Archives nationales du Québec                            | B2Q        | franska: Bibliothèque et Archives nationales du Québec | Québec (Québec)           | Kanada         | 365 000 (2015)    |
| Bibliothèque nationale de France                                         | BnF        | franska: Bibliothèque nationale de France | Paris                     | Frankrike      | >2 297 217 (2012) |
| Bibliothèque Nationale du Royaume du Maroc (BNRM)                        | MRBNR      | arabiska: المكتبة الوطنية للمملكة المغربية, franska: Bibliothèque nationale du Royaume du Maroc                                                                        | Rabat                     | Marocko        |                   |
| Biografisch Portaal                                                      | BPN        | nederländska: Biografisch Portaal | Haag                      | Nederländerna  |                   |
| British Library                                                          |            | – | London (England)          | England        |                   |
| Kulturstyrelsen                                                          |            | danska: Kulturstyrelsen | Köpenhamn                 | Danmark        |                   |
| Dansk Bibliotekscenter                                                   | DBC        | danska: Dansk BiblioteksCenter | Ballerup                  | Danmark        |                   |
| Deutsche Nationalbibliotek (DNB)                                         | GND        | tyska: Deutsche Nationalbibliothek | Frankfurt                 | Tyskland       | 9 538 802 (2013)  |
| International Standard Name Identifier                                   | ISNI       | – | London                    | Storbritannien |                   |
| Israel Museum                                                            |            | hebreiska: מוזיאון ישראל | Jerusalem                 | Israel         |                   |
| Istituto Centrale per il Catalogo Unico                                  | ICCU SBN   | italienska: Istituto Centrale per il Catalogo Unico | Rom                       | Italien        |                   |
| Libanons nationalbibliotek                                               | LNL        | arabiska: المكتبة الوطنية | Beirut                    | Libanon        |                   |
| Library and Archives Canada                                              | LAC        | franska: Bibliothèque et Archives Canada | Ottawa (Ontario)          | Kanada         |                   |
| Library of Congress NACO consortium (Name Authority Cooperative Program) | LCCN       | – | Washington, D.C.          | USA            | 9 008 128 (2013)  |
| National- och universitetsbiblioteket i Zagreb                           | NSK        | kroatiska: Nacionalna i sveučilišna knjižnica u Zagrebu | Zagreb                    | Kroatien       |                   |
| Narodna in univerzitetna knjižnica                                       | SIMACOB    | slovenska: Narodna in univerzitetna knjižnica | Ljubljana                 | Slovenien      | 61 360 (2018)     |
| Nationella centralbiblioteket                                            | NCL CYT    | kinesiska: 國家圖書館 | Taipei                    | Taiwan         |                   |
| Nationella parlamentsbiblioteket                                         | NDL        | japanska: 国立国会図書館 | Tokyo, Kyoto              | Japan          |                   |
| National Institute of Informatics                                        | NII CiNii  | japanska: 国立情報学研究所 | Tokyo                     | Japan          |                   |
| National Library Board                                                   | NLB        | – | –                         | Singapore      |                   |
| National Library of Australia                                            | NLA        | – | Canberra                  | Australien     | 1 080 052 (2013)  |
| Brasiliens nationalbibliotek                                             | BLBNB      | portugisiska: Biblioteca Nacional do Brasil | Rio de Janeiro            | Brasilien      |                   |
| Biblioteca de Catalunya                                                  | BNC        | katalanska: Biblioteca de Catalunya | Barcelona (Katalonien)    | Spanien        | >185 361 (2018)   |
| Estlands nationalbibliotek                                               | ERRR       | estniska: Eesti Rahvusraamatukogu | Tallinn                   | Estland        |                   |
| Landsbókasafn Íslands – Háskólabókasafn (NULI)                           | UIY        | isländska: Háskólabókasafn | Reykjavik                 | Island         |                   |
| National Library of Ireland                                              | N6I        | iriska: Leabharlann Náisiúnta na hÉireann | Dublin                    | Irland         |                   |
| Israels nationalbibliotek                                                | NLI        | hebreiska: הספרייה הלאומית | Jerusalem                 | Israel         |                   |
| Sydkoreas nationalbibliotek                                              | KRNLK      | koreanska: 국립중앙도서관 | Seoul                     | Sydkorea       |                   |
| Lettlands nationalbibliotek                                              | LNB        | lettiska: Latvijas Nacionālā bibliotēka | Rīga                      | Lettland       |                   |
| Luxemburgs nationalbibliotek                                             | BNL        | luxemburgiska: Nationalbibliothéik Lëtzebuerg, franska: Bibliothèque nationale de Luxembourg                                                                           | Luxembourg                | Luxemburg      |                   |
| Biblioteca Nacional de México                                            | BNM        | spanska: Biblioteca Nacional de México | Mexico City               | Mexiko         |                   |
| Koninklijke Bibliotheek                                                  | NTA        | nederländska: Koninklijke Bibliotheek | Haag                      | Nederländerna  |                   |
| National Library of New Zealand                                          |            | – | Wellington                | Nya Zeeland    |                   |
| Nasjonalbiblioteket                                                      | BIBSYS W2Z | norska: Nasjonalbiblioteket | Trondheim                 | Norge          |                   |
| Biblioteka Narodowa                                                      | NLP        | polska: Biblioteka Narodowa | Warszawa                  | Polen          |                   |
| Ryska statsbiblioteket                                                   | NLR        | ryska: Российская национальная библиотека | Sankt Petersburg          | Ryssland       |                   |
| National Library of Scotland                                             |            | skotsk gaeliska: Leabharlann Nàiseanta na h-Alba, lågskotska: Naitional Leebrar o Scotland                                                                             | Edinburgh (Skottland)     | Storbritannien |                   |
| National Library of South Africa                                         |            | afrikaans: Staats-Bibliotheek der Zuid-Afrikaansche Republiek | Kapstaden, Pretoria       | Sydafrika      |                   |
| Kungliga biblioteket                                                     | SELIBR     | svenska: Kungliga biblioteket - Sveriges nationalbibliotek | Stockholm                 | Sverige        | >270 504          |
| National Library of Wales                                                |            | kymriska: Llyfrgell Genedlaethol Cymru | Aberystwyth (Wales)       | Storbritannien |                   |
| Tjeckiska nationalbiblioteket                                            | NKC        | tjeckiska: Národní knihovna České republiky | Prag                      | Tjeckien       |                   |
| Országos Széchényi Könyvtár                                              | NSZL       | ungerska: Országos Széchényi Könyvtár | Budapest                  | Ungern         |                   |
| Perseus Project                                                          | PERSEUS    | – | Medford (Massachusetts)   | USA            |                   |
| Réseau des bibliothèques de Suisse occidentale                           | RERO       | tyska: Westschweizer Bibliothekverbund, franska: Réseau des bibliothèques de Suisse occidentale, italienska: Rete delle bibliotheche della Svizzera occidentale        | Martigny                  | Schweiz        |                   |
| Répertoire International des Sources Musicales                           | RISM       | – | Frankfurt                 | Tyskland       |                   |
| Slovakiens nationalbibliotek                                             | SNK        | slovakiska: Slovenská národná knižnica | Martin                    | Slovakien      | 50 341            |
| Système universitaire de documentation                                   | SUDOC      | franska: Système universitaire de documentation | –                         | Frankrike      | >2 537 606 (2013) |
| Syriac Reference Portal                                                  | SRP        | – | Nashville (Tennessee)     | USA            |                   |
| Schweizerische Nationalbibliothek                                        | SWNL       | tyska: Schweizerische Nationalbibliothek, franska: Bibliothèque nationale suisse, italienska: Biblioteca nazionale svizzera, rätoromanska: Biblioteca naziunala svizra | Bern                      | Schweiz        |                   |
| Narodowy Uniwersalny Katalog Centralny                                   | NUKAT      | polska: Narodowy Uniwersalny Katalog Centralny | –                         | Polen          |                   |
| Union List of Artist Names – Getty Research Institute                    | ULAN JPG   | – | Los Angeles (Kalifornien) | USA            |                   |
| United States National Agricultural Library                              | NALT       | – | Beltsville (Maryland)     | USA            |                   |
| United States National Library of Medicine                               |            | – | Bethesda (Maryland)       | USA            |                   |
| Vatikanstatens bibliotek                                                 | BAV        | latin: Bibliotheca Apostolica Vaticana | –                         | Vatikanstaten  |                   |
| Vlaamse Centrale Catalogus                                               | VLACC      | nederländska: Vlaamse Centrale Catalogus | Bryssel                   | Belgien        |                   |
| Wikidata                                                                 | WKP        | – | Berlin (Tyskland)         | Internationell |                   |